# Hold It Don't Drop It
Hold It Don't Drop It è un brano pop funk scritto da Kevin Rusto, Waynne Nugent, Jennifer Lopez, Allen Phillip Lees, Tawana Dabney, Janet Sewell, Cynthia Lissette, Dennis Lambert, Brian Potter per il quinto album della Lopez Brave del 2007. È stato costruito attorno ad un campionamento del brano del 1975 "It Only Takes a Minute" dei Tavares.

## Video musicale
Il video è stato girato il 16 novembre 2007 dalla regista Melina. È stato trasmesso per la prima volta il 4 dicembre 2007 da MTV. Il video ritrae Jennifer Lopez in più scene. Una dove canta e balla liberamente, avendo 3 uomini eleganti dietro che ballano su differenti gradini. Altre in cui lei indossa vestiti color argento e color nero. In una scena con un vestito nero con gran parte di scollature dietro balla attorno ad una sedia, in modo delicato con dei glitter multicolore attorno al suo occhio sinistro, e una lunga collana attorno al collo. In un'altra si dondola su una palla argento brillante, appoggiandosi ad una catena, con uno sgargiante rossetto grigio, abbinato al colore del vestito fatto a paillette. Lo stesso vestito è indossato in un'altra scena dove canta in piedi, il tutto con molti accessori, uno smalto nero, e degli stivali neri. Tutte le scene si protraggono verso la fine ugualmente.

## Tracce
1. Hold It Don't Drop It – 3:57
2. Hold It Don't Drop It Moto Blanco Club Mix – 8:35

## Remix ufficiali
- Hold It Don't Drop It (Main Version)
- Hold It Don't Drop It (Instrumental)
- Hold It Don't Drop It (Acapella)
- Hold It Don't Drop It (Moto Blanco Club Mix)
- Hold It Don't Drop It (Moto Blanco Dub)
- Hold It Don't Drop It (Moto Blanco Radio Mix)
- Hold It Don't Drop It (Ashanti Boyz Club Mix)
- Hold It Don't Drop It (Ashanti Boyz Radio Mix)
- Hold It Don't Drop It (Original Mix)

## Classifica
| Classifica (2008) | Posizione massima |
| ----------------- | ----------------- |
| Italia            | 6                 |
| Regno Unito       | 72                |
| Russia            | 24                |
| Ucraina           | 51                |